# Dolní Rychnov
Dolní Rychnov (in tedesco Unter Reichenau) è un comune della Repubblica Ceca facente parte del distretto di Sokolov, nella regione di Karlovy Vary.